# 독일 U-23 축구 국가대표팀
독일 U-23 축구 국가대표팀(독일어: deutsche U-23-Fußballnationalmannschaft)은 독일을 대표하는 올림픽 축구 국가대표팀으로, 23세 이하 선수들로 이루어져 있다.

## 주요 대회 성적

### 올림픽
| 연도   | 결과      | 경기      | 승        | 무        | 패        | 득점      | 실점      |
| ------ | --------- | --------- | --------- | --------- | --------- | --------- | --------- |
| 1912년 | 1라운드   | 3         | 1         | 0         | 2         | 18        | 10        |
| 1920년 | 출전 금지 | 출전 금지 | 출전 금지 | 출전 금지 | 출전 금지 | 출전 금지 | 출전 금지 |
| 1924년 | 출전 금지 | 출전 금지 | 출전 금지 | 출전 금지 | 출전 금지 | 출전 금지 | 출전 금지 |
| 1928년 | 8강       | 2         | 1         | 0         | 1         | 5         | 4         |
| 1936년 | 8강       | 2         | 1         | 0         | 1         | 2         | 9         |
| 1948년 | 출전 금지 | 출전 금지 | 출전 금지 | 출전 금지 | 출전 금지 | 출전 금지 | 출전 금지 |
| 1952년 | 4위       | 4         | 2         | 0         | 2         | 8         | 8         |
| 1956년 | 1라운드   | 1         | 0         | 0         | 1         | 1         | 2         |
| 1960년 | 예선 탈락 | 예선 탈락 | 예선 탈락 | 예선 탈락 | 예선 탈락 | 예선 탈락 | 예선 탈락 |
| 1964년 | 동메달    | 6         | 4         | 1         | 1         | 12        | 4         |
| 1968년 | 예선 탈락 | 예선 탈락 | 예선 탈락 | 예선 탈락 | 예선 탈락 | 예선 탈락 | 예선 탈락 |
| 1972년 | 2라운드   | 6         | 3         | 1         | 2         | 17        | 8         |
| 1976년 | 예선 탈락 | 예선 탈락 | 예선 탈락 | 예선 탈락 | 예선 탈락 | 예선 탈락 | 예선 탈락 |
| 1980년 | 예선 탈락 | 예선 탈락 | 예선 탈락 | 예선 탈락 | 예선 탈락 | 예선 탈락 | 예선 탈락 |
| 1984년 | 8강       | 4         | 2         | 0         | 2         | 10        | 6         |
| 1988년 | 동메달    | 6         | 4         | 1         | 1         | 16        | 4         |
| 1992년 | 예선 탈락 | 예선 탈락 | 예선 탈락 | 예선 탈락 | 예선 탈락 | 예선 탈락 | 예선 탈락 |
| 1996년 | 예선 탈락 | 예선 탈락 | 예선 탈락 | 예선 탈락 | 예선 탈락 | 예선 탈락 | 예선 탈락 |
| 2000년 | 예선 탈락 | 예선 탈락 | 예선 탈락 | 예선 탈락 | 예선 탈락 | 예선 탈락 | 예선 탈락 |
| 2004년 | 예선 탈락 | 예선 탈락 | 예선 탈락 | 예선 탈락 | 예선 탈락 | 예선 탈락 | 예선 탈락 |
| 2008년 | 예선 탈락 | 예선 탈락 | 예선 탈락 | 예선 탈락 | 예선 탈락 | 예선 탈락 | 예선 탈락 |
| 2012년 | 예선 탈락 | 예선 탈락 | 예선 탈락 | 예선 탈락 | 예선 탈락 | 예선 탈락 | 예선 탈락 |
| 2016년 | 은메달    | 6         | 3         | 3         | 0         | 22        | 6         |
| 2020년 | 조별리그  | 3         | 1         | 1         | 1         | 6         | 7         |
| 합계   | 11/25     | 43        | 22        | 7         | 14        | 117       | 68        |

## 역대 감독
| 감독        | 임기 |
| ----------- | ---- |
| 슈테판 쿤츠 | 2021 |

## 같이 보기
- 독일 축구 국가대표팀